# 伊塔尼奥米
伊塔尼奥米是巴西米纳斯吉拉斯州的一个市镇。总面积488.229平方公里，总人口11880人，人口密度24.3人/平方公里。